# Xylophanes rhodotus
Xylophanes rhodotus är en fjärilsart som beskrevs av Rothschild 1904. Xylophanes rhodotus ingår i släktet Xylophanes och familjen svärmare. Inga underarter finns listade i Catalogue of Life.